# پیتر رینولدز
پیتر رینولدز (انگلیسی: Peter Reynolds; ۲ ژانویهٔ ۱۹۴۸ – ۱ مهٔ ۲۰۱۲) شناگر اهل استرالیا بود.
وی در مسابقات کشوری و بین‌المللی در مجموع برندهٔ ۴ مدال طلا، ۱ مدال برنز شده‌است.